# کیس ریجورس
کیس ریجورس (هلندی: Kees Rijvers؛ زادهٔ ۲۷ مهٔ ۱۹۲۶ – درگذشتهٔ ۴ مارس ٢٠٢۴) بازیکن و مربی فوتبال اهل هلند بود.

## باشگاهی
از باشگاه‌هایی که در آن بازی کرده‌است می‌توان به باشگاه فوتبال فاینورد، باشگاه فوتبال سن-اتین، باشگاه فوتبال سن-اتین، باشگاه فوتبال سن-اتین و باشگاه فوتبال سن-اتین اشاره کرد.

## تیم ملی
وی همچنین در تیم ملی فوتبال هلند بازی کرده‌است.